# Putha Hiunchuli
Putha Hiunchuli (també conegut com a Dhaulagiri VII) és una muntanya del Nepal que forma part de la Dhaulagiri Himal. Es troba a l'extrem oest del Dhaulagiri II i amb 7.246 msnm i 1.151 metres de prominència és la 95a muntanya més alta de la Terra.
La primera ascensió va tenir lloc el 1954 per James Owen Merion Roberts i el xerpa Ang Nyima. No va ser fins a 42 anys després, la tardor de 1996, quan una expedició estatunidenca el va pujar novament.